# تیلس
تیلس (انگلیسی: Tillys) شرکت خرده‌فروشی آمریکایی است، که در سال ۱۹۸۲ تأسیس شد.